# Sint-Petrus-en-Pauluskerk (Rueil-Malmaison)
De Sint-Petrus en Pauluskerk (Frans: Église Saint-Pierre-Saint-Paul) in de Franse gemeente Rueil-Malmaison is een kerkgebouw toegewijd aan de apostelen Petrus en Paulus. Joséphine de Beauharnais (de eerste vrouw van Napoleon Bonaparte) werd hier op 2 juni 1814 begraven en haar dochter Hortense (koningin van het koninkrijk Holland) in 1837.

## Bouwgeschiedenis
In de 12e eeuw stond hier reeds een kerk, die vernietigd werd tijdens de Honderdjarige Oorlog. Anton I van Portugal, die in de 16e eeuw als banneling in Frankrijk leefde, legde de eerste steen voor de nieuwe kerk. De voorgevel is in de 17e eeuw ontworpen door Jacques Lemercier, in opdracht van Kardinaal de Richelieu.
Het kerkorgel is een geschenk van keizer Napoleon III, zoon van Hortense de Beauharnais.

## Afbeeldingen

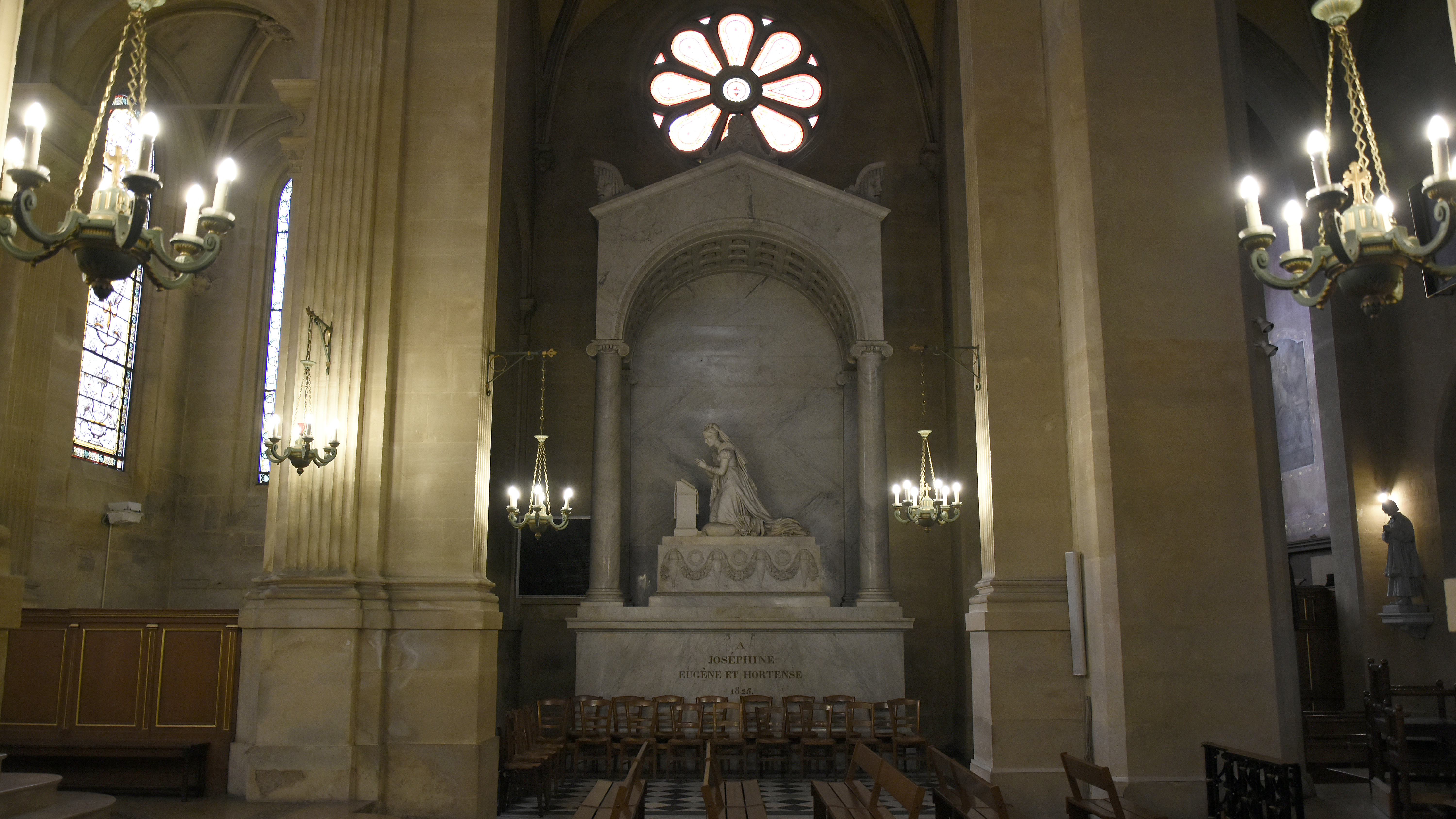
Tombe van Joséphine de Beauharnais
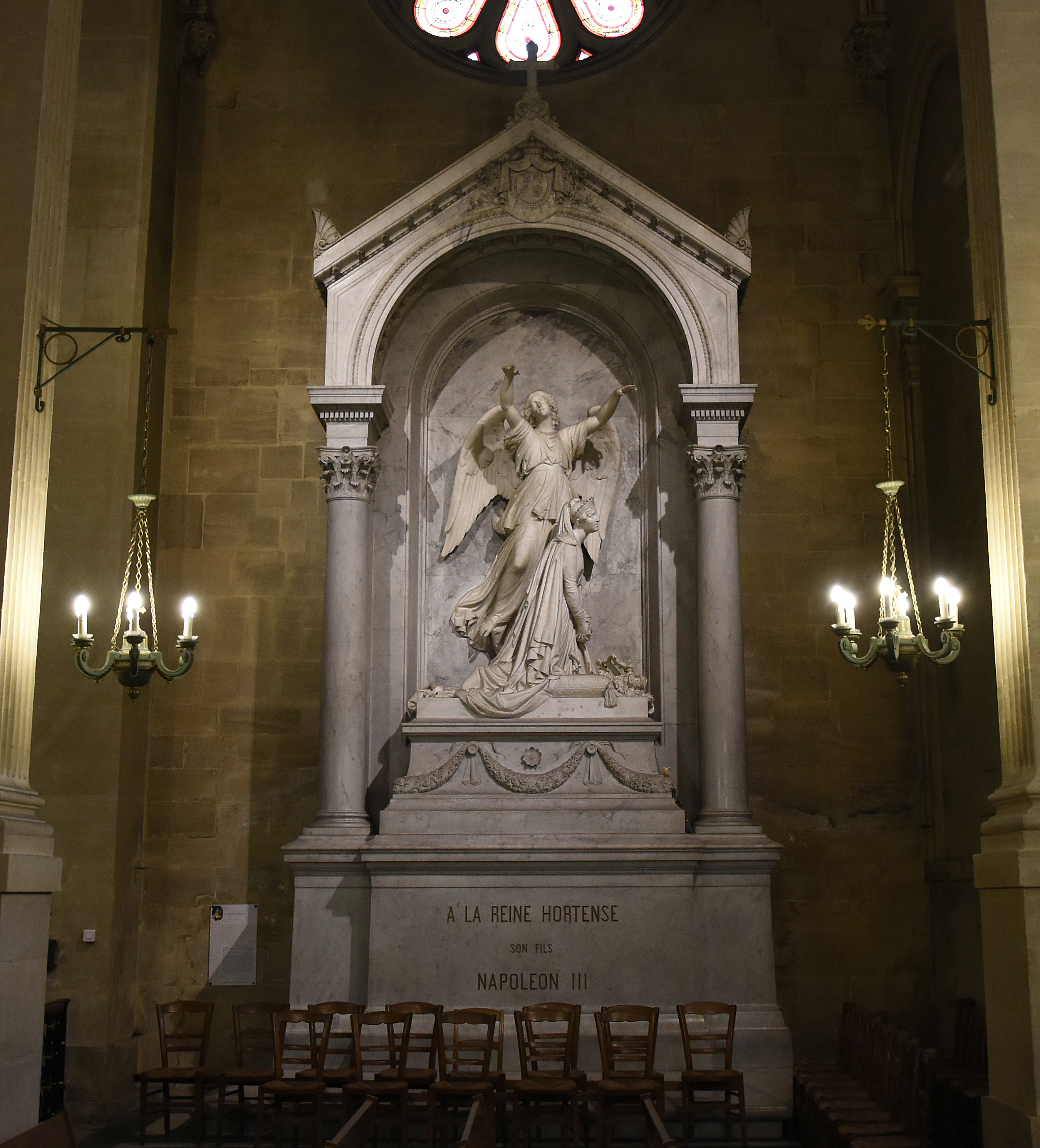
Tombe van Hortense de Beauharnais